# Giồng Nổi
Giồng Nổi là một chi chỉ khảo cổ trên địa bàn xã Bình Phú, thành phố Bến Tre. Đây được xem là di chỉ thời Tiền sử đầu tiên được tìm thấy ở Bến Tre. Giồng Nổi có niên đại theo phân tích Cacbon phóng xạ C14 có tuổi cách đây từ 2500 – 2000 năm, và được xem là có quan hệ với văn hóa Óc Eo ở đồng bằng Nam Bộ vào những thế kỷ đầu Công nguyên.